# Generazione di Orpheu

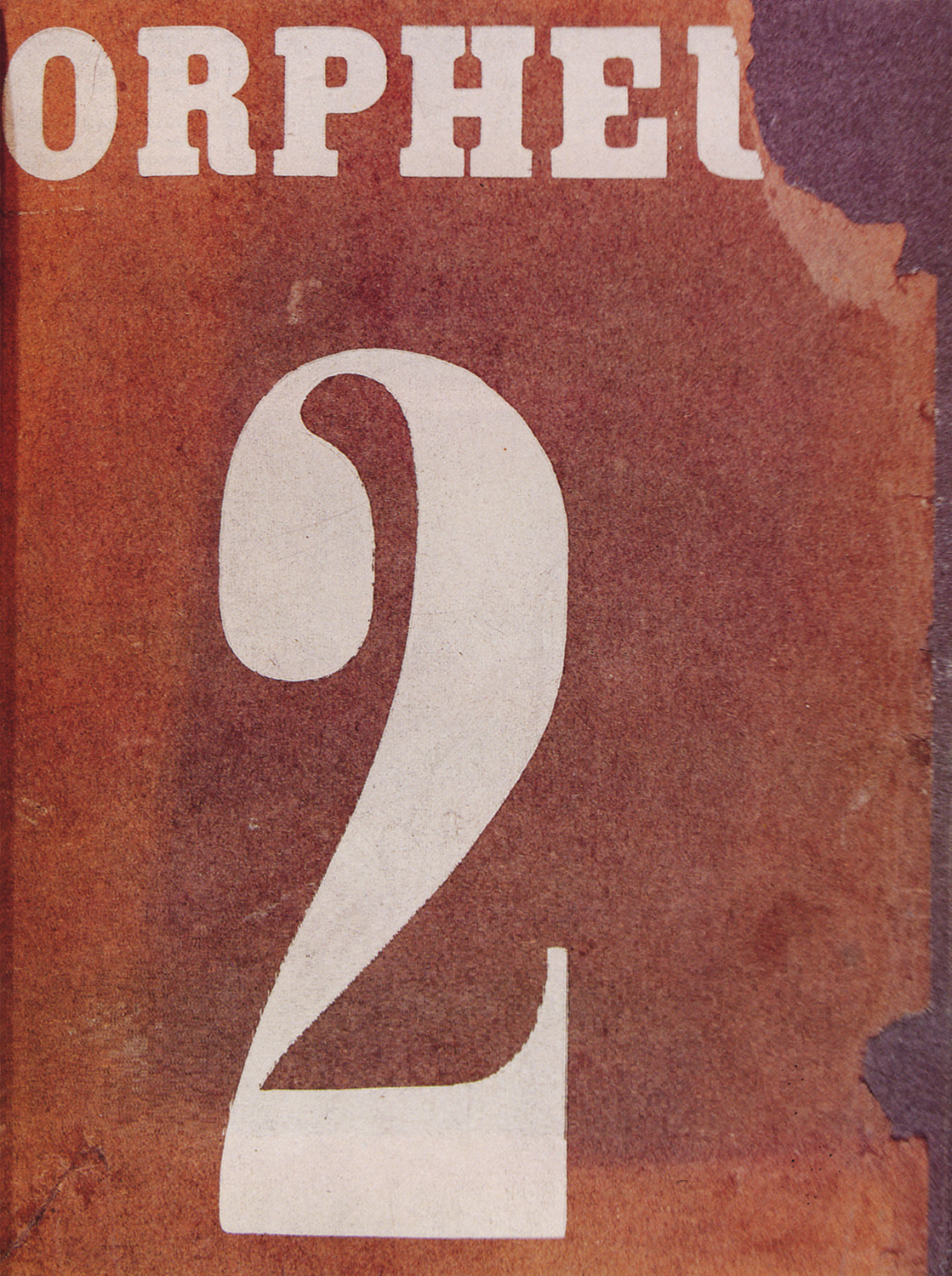
Copertina della rivista Orpheu, n.º 2 (1915)

Generazione di Orpheu (in portoghese, Geração de Orpheu) è il nome che indica un gruppo di scrittori, artisti e intellettuali portoghesi che collaborarono alla rivista Orpheu e che, in generale, furono protagonisti dell'introduzione del Modernismo in Portogallo, attorno alla metà degli Anni 1910.

## La rivistaOrpheu
Orpheu fu la prima rivista modernista portoghese, pubblicata in due numeri nel 1915. Il terzo numero, la cui uscita fu impedita allora dalla mancanza di fondi, vide la luce nel 1984 sotto forma di pubblicazione delle prove di impaginazione realizzate quasi settant'anni prima. Le figure centrali del progetto della rivista furono i due poeti, nonché grandi amici, Fernando Pessoa e Mário de Sá-Carneiro.

## I caffè letterari di Lisbona
Orpheu nacque dal convivio letterario dei giovani artisti e intellettuali di Lisbona, nei caffè della città, come il Caffè A Brasileira nella zona chiamata Chiado, il Ristorante Irmãos Unidos, nella zona di Rossio, e il Caffè Montanha, nella zona della Baixa. In questo ambiente di dibattito e progettualità, si riunirono attorno a Pessoa e Sá-Carneiro altri artisti e intellettuali, che insieme diedero vita alla rivista, cercando di sintetizzare le influenze del Modernismo e dell'Avanguardia che attraversavano l'Europa, conferendogli un carattere di originalità che voleva essere tipicamente portoghese. Sensazionismo fu il nome che i due diedero a questa corrente culturale, ispirata alla massima pessoana «sentire tutto in tutte le maniere». Tra i nomi di maggior rilievo di tali riunioni letterarie, vi era l'artista Almada Negreiros, che sarebbe divenuto uno dei più grandi rappresentanti dell'arte contemporanea portoghese.

## Un gruppo eterogeneo

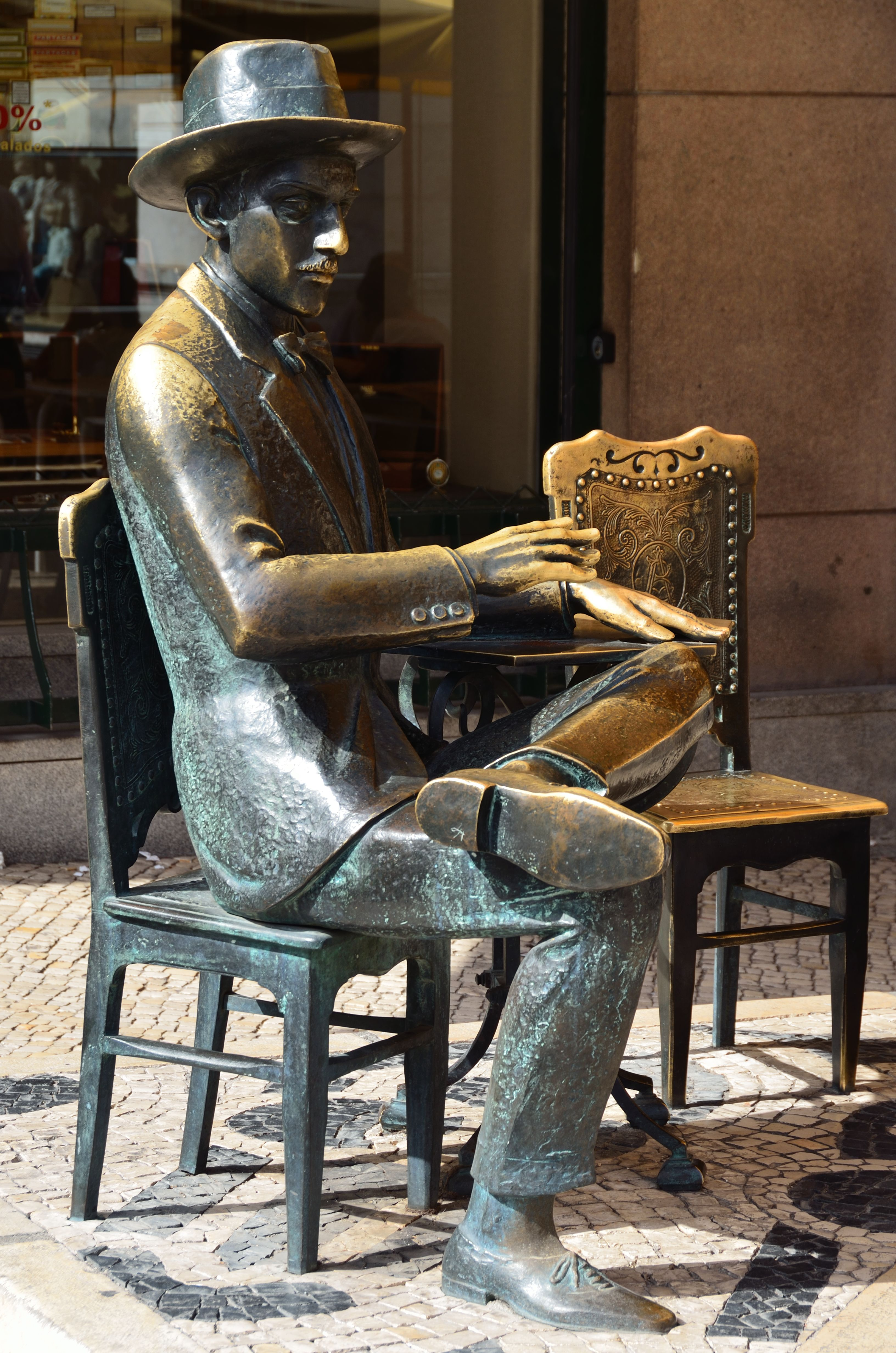
Statua raffigurante Fernando Pessoa presso il caffè A Brasileira, a Lisbona (Lagoa Henriques, 1988)

La Generazione di Orpheu si compose di un nutrito numero di artisti e intellettuali, tra cui i poeti e gli scrittori Pessoa, Sá-Carneiro, Ângelo de Lima, António Ferro e Alfredo Pedro Guisado, il filosofo Raul Leal, gli artisti Almada Negreiros, Santa-Rita Pintor e Amadeo de Souza-Cardoso, il compositore musicale Ruy Coelho. Questi ultimi due nomi non figurano come collaboratori nei due numeri della rivista pubblicati nel 1915, tuttavia, facevano parte del convivio intellettuale e artistico che nutriva i dibattiti e i progetti riguardanti Orpheu. Il gruppo non era ideologicamente omogeneo e subì varie defezioni in quello stesso anno.

## L'inizio del Modernismo in Portogallo

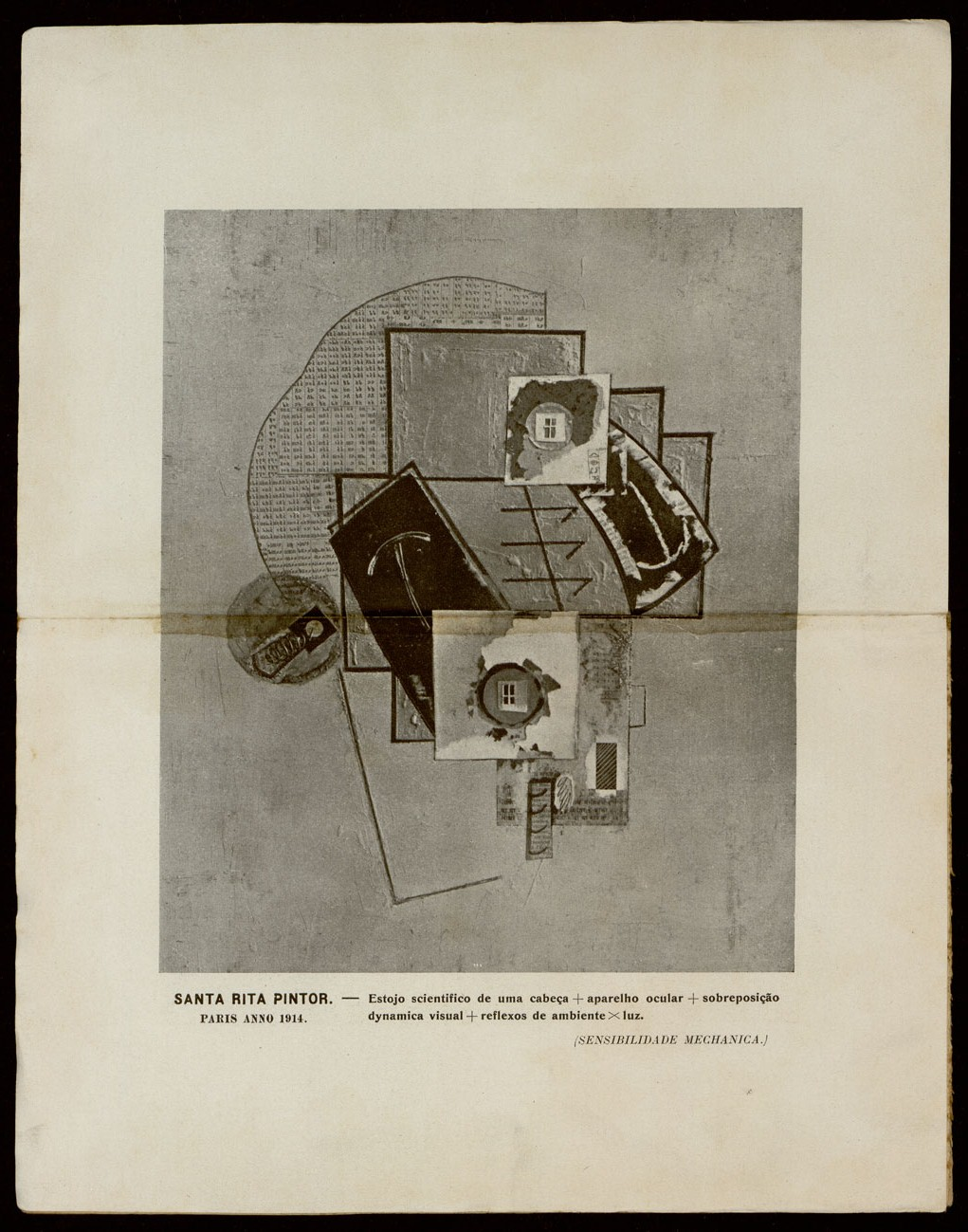
Estojo scientífico de uma cabeça + aparelho ocular + sobreposição dynamica visual + reflexos de ambiente x luz (SENSIBILIDADE MECHANICA), Santa-Rita Pintor (1914, collage). Pubblicato nel nº 2 della rivista Orpheu (1915)

Si deve a questa generazione l'irruzione del Modernismo e dell'Avanguardia nella cultura portoghese. In questo senso, la Generazione di Orpheu può essere considerata come la seconda - in ordine cronologico - generazione di intellettuali e artisti contemporanei che hanno imposto alla scena culturale lusitana un processo di internazionalizzazione e modernizzazione, dopo la Generazione del 70. Questa, infatti, aveva anticipato nel XIX secolo alcune delle questioni che il Modernismo recupererà, come, ad esempio, l'ancoraggio della cultura portoghese alle tendenze culturali europee. Si noti, al riguardo, che fu il gruppo di Orpheu a introdurre e reinterpretare il Futurismo in Portogallo, come testimoniato anche dalla partecipazione della Generazione di Orpheu, nel 1917, alla pubblicazione di un'altra importante rivista modernista: Portugal Futurista. Altre generazioni e correnti moderniste seguirono a quella di Orpheu, nei decenni successivi, tra cui il gruppo di autori e pensatori legati alla rivista Presença (1927-1940), con la quale lo stesso Pessoa collaborò.